# Courtrizy-et-Fussigny
Courtrizy-et-Fussigny ist eine französische Gemeinde mit 76 Einwohnern (Stand: 1. Januar 2022) im Département Aisne in der Region Hauts-de-France. Sie gehört zum Arrondissement Laon und zum Kanton Villeneuve-sur-Aisne.

## Geographie
Die Gemeinde Courtrizy-et-Fussigny liegt im Nordosten des Höhenzuges Chemin des Dames am Oberlauf des Flüsschens Buze, das hier noch Ru d’Haye genannt wird, 15 Kilometer ostsüdöstlich von Laon. Nachbargemeinden von Courtrizy-et-Fussigny sind Mauregny-en-Haye im Norden, Saint-Erme-Outre-et-Ramecourt im Osten, Saint-Thomas im Südosten, Aubigny-en-Laonnois im Süden, Arrancy im Südwesten und Festieux im Westen.

## Bevölkerungsentwicklung
| Jahr                       | 1962 | 1968 | 1975 | 1982 | 1990 | 1999 | 2010 | 2021 |
| -------------------------- | ---- | ---- | ---- | ---- | ---- | ---- | ---- | ---- |
| Einwohner                  | 77   | 68   | 49   | 63   | 58   | 66   | 67   | 75   |
| Quellen: Cassini und INSEE |      |      |      |      |      |      |      |      |

## Sehenswürdigkeiten

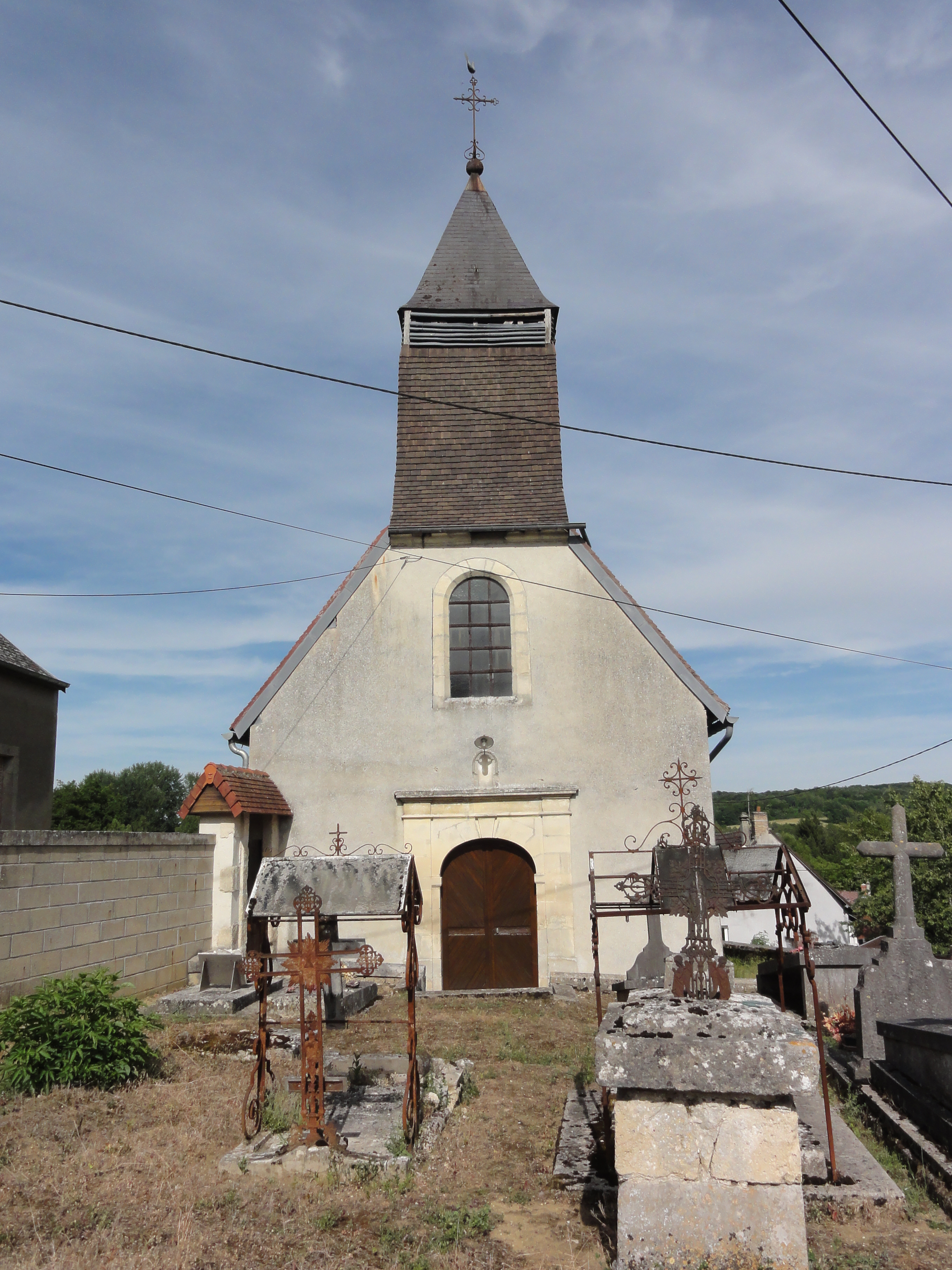
Marienkirche

- Marienkirche